# 德米特連基 (海辛區)
48°41′59″N 29°17′41″E / 48.69972°N 29.29472°E
德米特連基（烏克蘭語：Дмитренки），是烏克蘭的村落，位於該國西南部文尼察州，由海辛區負責管轄，始建於1735年，面積0.09平方公里，海拔高度219米，2001年人口272，人口密度每平方公里2,893.62人。